# روی بنتلی
 روی بنتلی  (به انگلیسی: Roy Bentley) (زاده ۱۷ مه ۱۹۲۴ - درگذشته ۲۰ آوریل ۲۰۱۸) بازیکن سابق تیم ملی فوتبال انگلیس و باشگاه فوتبال چلسی و باشگاه فوتبال فولهام است.بنتلی از بهترین گلزنان تاریخ باشگاه چلسی است.وی ۱۲ بازی و ۹ گل ملی در کارنامه دارد.